# 原田妙子
原田 妙子（はらだ たえこ、5月18日 - ）は、日本の漫画家。静岡県出身。血液型O型。

## 略歴等
- 1990年 - 『ぶ〜け』6月号にて「さよならのひとこと」でデビュー。
- 2000年 - 『マーガレット』にて、正統派少女漫画「彼まで♥km」を連載開始、単行本が10巻まで続いた。
- 2003年 - 『りぼん』10月号にて「友だちからよろしくです!」で「りぼん」初登場。その後、「ピンクでいこう!」「キャンディ・マジック」を『りぼん』誌上で連載。「りぼんマスコットコミックス」から2冊の単行本を出した後、諸事情にて休筆状態となる[2]。
- 2014年 - 『マーガレット』2号にて新作を発表[3]。同号掲載のインタビューでは、アラフォーになってからの復帰に際して「女の子の本心というか、綺麗事じゃない漫画を描きたいなと思います。人の汚い部分を、作品の中に出してもいい時代なんじゃないのかなと思って。それを可愛い絵でコーティングして、食べたら苦い!みたいな漫画っていうか。前は、自分の中の純粋な部分をぶわーっと出してましたけど、今度は自分の心の98%を占める黒い部分で（笑）勝負したいです。」（原文ママ）と語っている[4]。
- 2019年 - 『office YOU』3月号より「午後3時の恋愛時間」連載開始[5]。
- 2020年 - 『office YOU』4月号にて「午後3時の恋愛時間」連載終了。
- 2021年 - 『office YOU』12月号より「夫をこの世から消そうと決めました」連載開始[6]（ - 2023年連載終了[7]）。
- 2023年 - 『office YOU』12月号より「ワン恋！」連載開始[8]。
- 2025年 - 『office YOU』3月号より「ハルキくんは今日もあなたを癒やします。」連載開始[9]。

## 作品リスト
特記する作品以外、全て集英社から刊行されている。
- ここでキスして!（1992年9月14日発売[10]、ぶ〜けコミックス、ISBN 4-08-860279-X）
  - ここでキスして!（『ぶ〜けデラックス』1992年初春の号）
  - 小さなかさの下で（『ぶ〜けデラックス』1991年初春の号）
  - HOP STEP…（『ぶ〜け』1991年10月号）
  - 王子様のゆううつ（『ぶ〜け』1992年7月号）
- Chu･Chu･Chu（マーガレットコミックス、全4巻）
  1. 1995年1月25日発売[11]、ISBN 4-08-848306-5
  2. 1995年5月25日発売[12]、ISBN 4-08-848353-7
    - 恋の奴隷（『ぶ〜け』1995年3月号）

  3. 1995年12月15日発売[13]、ISBN 4-08-848447-9
  4. 1996年4月25日発売[14]、ISBN 4-08-848499-1
- 彼とお金とミルフィーユ（マーガレットコミックス、全3巻）
  1. 1996年11月25日発売[15]、ISBN 4-08-848582-3
  2. 1997年6月25日発売[16]、ISBN 4-08-848670-6
  3. 1998年1月23日発売[17]、ISBN 4-08-848765-6
    - How to SEX
    - ナイトメア ビフォア ウェディング
- ビター･ハネムーン （1998年10月23日発売[18]、マーガレットコミックス、ISBN 4-08-848881-4、全1巻）
  - 最期のお願い
- 彼まで♥km（2000年 - 2003年、マーガレットコミックス、全10巻）
- ピンクでいこう!（2004年7月15日発売[19]、りぼんマスコットコミックス、ISBN 4-08-856551-7、全1巻）
- キャンディ･マジック（2005年4月15日発売[20]、『りぼん』2004年10月号 - 2005年3月号、りぼんマスコットコミックス、ISBN 4-08-856602-5、全1巻）
  - キャンディ･マジック 番外編（『りぼん』2005年冬休みびっくり大増刊号）
- Couple*Cherry 原田妙子読みきり集（2015年2月25日発売[21]、マーガレットコミックス、ISBN 978-4-08-845347-7）
  - Couple*Cherry（『ザ マーガレット』2014年12月号）
  - さくら咲かせますっ!（『ザ マーガレット』2014年6月号）
  - 恋の卵（『ザ マーガレット』2014年10月号）
  - 50年後のかわいい![3]（『マーガレット』2014年2号）
  - ピエロな私に花束を!（『ザ マーガレット』2015年2月号）
- あの人はHの時どんな顔をするんだろう（マーガレットコミックスDIGITAL、既刊4巻）
  1. 妄想女子×カテキョ男子（2017年12月25日発売[22]）
    - Couple*Cherry もう一杯（『ザ マーガレット』2015年6月号）

  2. 完璧女子×完璧男子（2017年12月25日発売[23]）
    - Couple*Cherry おかわり（『ザ マーガレット』2015年4月号）

  3. 男嫌い女子×一途男子（2017年12月25日発売[24]）
    - だから♂（おとこ）なんか大キラい!!（『ザ マーガレット』2016年4月号）

  4. ロリ女子×塾講師男子（2018年1月25日発売[25]）
    - ちっちゃい穴でもはいりたいっ（『ザ マーガレット』2018年2月号）
- 午後3時の恋愛時間[26]（『office YOU』2019年3月号[5] - 2020年4月号、マーガレットコミックスDIGITAL、全14巻）
  1. 2019年6月25日発売[27]
  2. 2019年6月25日発売[28]
  3. 2019年6月25日発売[29]
  4. 2019年6月25日発売[30]
  5. 2019年6月25日発売[31]
  6. 2019年7月25日発売[32]
  7. 2019年8月23日発売[33]
  8. 2019年9月25日発売[34]（『office YOU』2019年10月号）
  9. 2019年10月25日発売[35]（『office YOU』2019年11月号）
  10. 2019年11月25日発売[36]（『office YOU』2019年12月号）
  11. 2019年12月25日発売[37]（『office YOU』2020年1月号）
  12. 2020年1月23日発売[38]（『office YOU』2020年2月号）
  13. 2020年2月25日発売[39]（『office YOU』2020年3月号）
  14. 2020年3月25日発売[40]（『office YOU』2020年4月号）
- 夫をこの世から消そうと決めました[41]（『office YOU』2021年12月号[6] - 2023年5月号[7]、オフィスユーコミックス、全3巻）
  1. 2022年7月25日発売[42][43]、『office YOU』2021年12月号[6] - 2022年5月号、ISBN 978-4-420-15442-0
  2. 2023年2月24日発売[44]、『office YOU』2022年6月号 - 11月号、ISBN 978-4-420-15453-6
  3. 2023年8月24日発売[45]、ISBN 978-4-420-15462-8

### イラスト
- ここに戻ってくるために 嵐ヶ丘高校ものがたり（1992年10月発行、集英社、著者：北村染衣 、コバルト文庫、ISBN 4-08-611701-0）
- お笑いを一席（白泉社、著者：吉田珠姫、花丸文庫、全3巻）
  1. お笑いを一席（1999年3月発行、ISBN 4-592-87099-9）
  2. お殿様のおもちゃ（1999年11月発行、ISBN 4-592-87143-X）
  3. 恋とケンカは江戸の華（2000年12月発行、ISBN 4-592-87204-5）
- 銀恋♡銀ちゃん’s LOVE（2001年8月発行、白泉社、著者：李丘那岐、花丸文庫、ISBN 4-592-87246-0）
- 熱々を召し上がれ（2002年2月発行、白泉社、著者：吉田珠姫、花丸文庫、ISBN 4-592-87272-X）

### 単行本未収録作品
- さよならのひとこと（『ぶ〜け』1990年6月号、デビュー作）
- ツイン･レース（『ぶ〜け』1992年11月号）
- さんじのおやつ（『ぶ〜け』1993年5月号）
- 生まれたての恋人（『ぶ〜け』1994年4月号）
- 友だちからよろしくです!（『りぼん』2003年10月号）
- おたのしみエッセイまんが大特集!! 大好き! クリスマス!!（『りぼん』2004年冬休みびっくり大増刊号）
- まるごとスキ☆（『りぼんオリジナル』2004年8月号）
- 咲かせて♥さくら（『りぼん』2005年5月号別冊ふろく『放課後クラブBOOK』）
- 失礼いたします。ハナと申します。（『ザ マーガレット』2016年10月号）
- 2.5次元の君へ（『ザ マーガレット』2018年4月号）
- 夫、ときどき愛人（『YOU』2018年8月号）
- 恋してみたくなりました（『office YOU』2023年9月号[46]）
- ワン恋！（『office YOU』2023年12月号[8] - 2024年12月号[47]）
- ハルキくんは今日もあなたを癒やします。（『office YOU』2025年3月号[9] - ）